# Greta Molander
Greta Gunhild Lovisa Molander, född 23 augusti 1908 i Ystad, död 20 mars 2002, var en svensk-norsk rallyförare, äventyrare och författare, gift och bosatt i Norge från 1938.
Molander deltog från 1929 i många internationella bilrallyn med goda resultat, bland annat i Monte Carlo-rallyt (sista gången 1973), där hon vann kvinnoklassen 1937 och 1952. 1953 blev hon kvinnlig Europamästare. Hon gav även ut reseskildringar och barnböcker med egna illustrationer.